# Самоорієнтований гумор

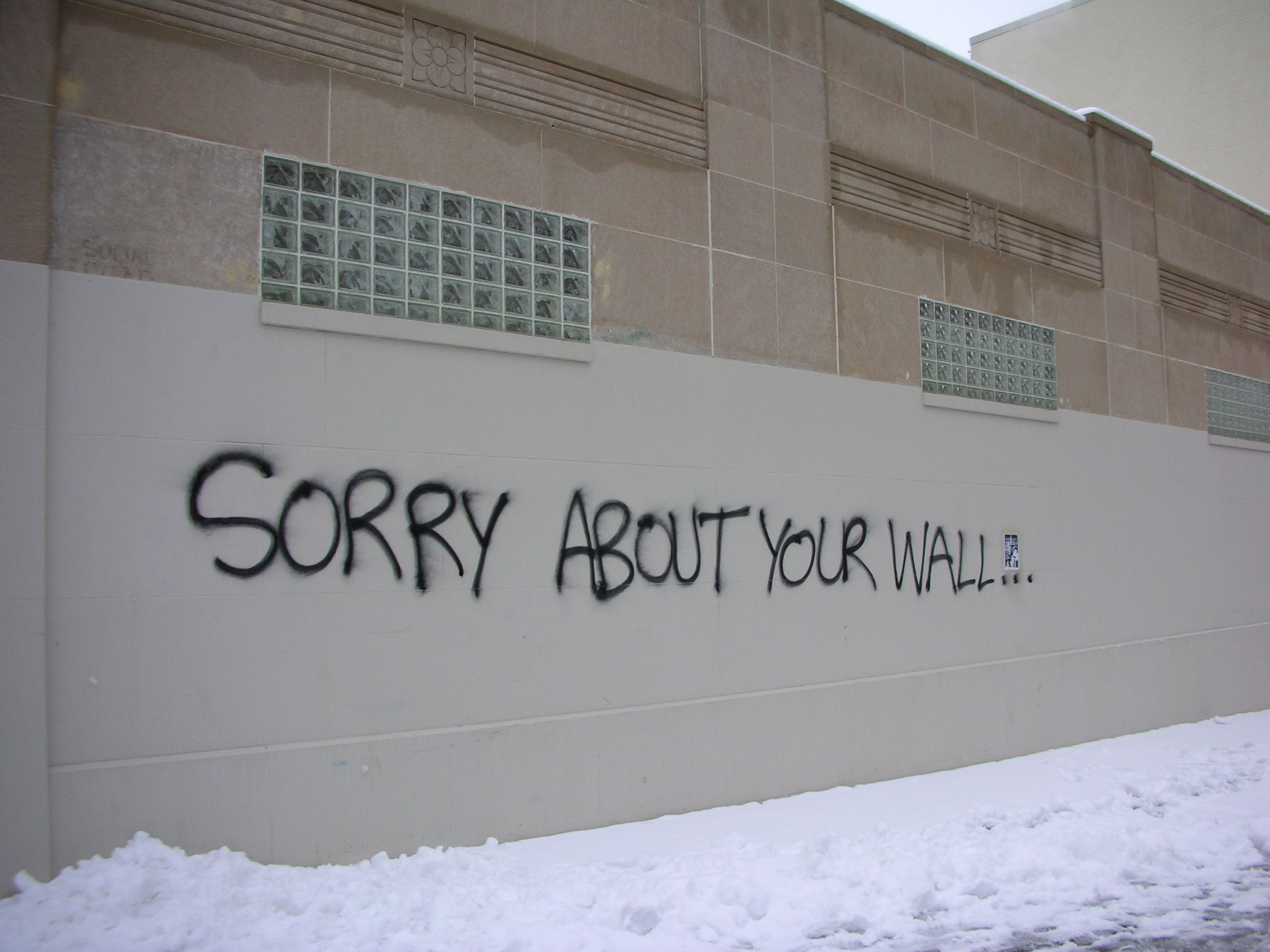
Графіті, що посилається саме на себе та вибачається за власне існування. Напис «Вибачте за вашу стіну».

Самоорієнтований гумор, також саморефлексивний гумор або метагумор, — це тип комедійного вираження, який — або спрямований на якийсь інший предмет, або відкрито спрямований на самого себе — є певним чином самоорієнтованим, навмисно натякаючи на саму людину, яка виражає гумор у комедійний спосіб, або до якогось конкретного аспекту того самого комедійного вираження. Самоорієнтований гумор, виражений стримано та сюрреалістично, є формою банальності. Загалом, самоорієнтований гумор часто використовує лицемірство, оксюморон або парадокс, щоб створити суперечливу або в інший спосіб абсурдну ситуацію, яка викликає гумор у аудиторії.

## Історія
Стара комедія класичних Афін вважається першою — згідно зі збережених джерел — формою самоорієнтованої комедії. Арістофан, чиї п'єси складають єдині збережені фрагменти Старої комедії, використовував фантастичні сюжети, гротескні та нелюдські маски та зміну статусу персонажів, щоб звести наклеп на видатних політиків і отримати схвалення аудиторії.
Самоорієнтований гумор популяризував Дуглас Гофстадтер, який написав кілька книг про самоорієнтацію, термін «мета» став використовуватися, зокрема в мистецтві, для позначення чогось самоорієнтованого (самореференційного).

## Класифікація
Метажарти — популярна форма гумору. Вони містять кілька дещо різних, але пов'язаних категорій: шаблони жартів, самопосилання на жарти та жарти про жарти (метагумор).

### Жарт-шаблон
Ця форма метажарту є саркастичним ударом нескінченного пристосування форм жарту (часто професійними коміками) до різних обставин або персонажів без суттєвих інновацій у гуморі.
- Троє людей різних національностей заходять у бар. Двоє кажуть щось розумне, а третій висміює своїх земляків, вчиняючи дурниці.

- Троє хлопців заходять у паб. Один з них трохи дурний, і вся сцена розгортається з нудною неминучістю. — Білл Бейлі

- Скільки представників певної демографічної групи потрібно для виконання визначеного завдання? Кінцева кількість: один для виконання завдання, а решта для поведінки у спосіб, який є стереотипним для відповідної групи.

### Самоорієнтовані жарти
Самоорієнтовані (самореференційні) жарти мають стосуватися самих себе, а не більшої групи попередніх жартів.
- Що вийде, якщо схрестити жарт з риторичним запитанням?

- Троє сліпих мишей заходять до бару, але вони не усвідомлюють, що їх оточує, тому витягувати з цього гумор було б експлуатацією. — Білл Бейлі

- Коли я сказав, що збираюся стати коміком, усі розсміялися. Але, тепер вони не сміються, чи не так? — Боб Монкхаус

- Я поет і навіть не знав цього.

### Метагумор
Метагумор — це гумор про гумор або жарти про жарти. Тут термін «Мета» використовується для опису того, що жарт явно говорить про інші жарти, використання подібне до слів «метадані» (дані про дані), «Метатеатральність» (п'єса в п'єсі, як у «Гамлеті») і «металітература».